# Uchū Kaijū Gamera
Uchū Kaijū Gamera (宇宙怪獣ガメラ?), conocida en España como Supermonstruo, es una película japonesa del género kaiju de 1980 dirigida por Noriaki Yuasa y producida por Daiei Film. Es la octava película de la serie de películas de Gamera, después del lanzamiento de Gamera vs. Zigra en 1971. 
Fue distribuida por New Daiei, y estrenada en Japón el 20 de marzo de 1980. Fue seguido por Gamera: Daikaijū Kūchū Kessen en 1995, que marcaría el comienzo de la era Heisei de la franquicia. 

## Argumento
Cuando el malvado alienígena Zanon viene a esclavizar a la Tierra, toda esperanza parece perdida. Las superhéroes residentes de la Tierra, las Mujeres Espaciales, no tienen poder para detenerlo. Deben contar con la ayuda de un niño que tiene una conexión especial con la tortuga gigante Gamera. El amigo de todos los niños luego lucha contra Gyaos (un enorme híbrido de vampiro / pterosaurio), Zigra (un tiburón alienígena), Viras (un calamar alienígena), Jiger (un dinosaurio prehistórico gigante hembra), Guiron (un monstruo alienígena con cabeza de cuchillo) y finalmente Barugon (un enorme lagarto cuya lengua rocía un gas de congelación que puede congelar cosas sólidas y cuyas espinas traseras emiten un poderoso rayo de arco iris que puede derretir o disolver cualquier objeto sólido). Gamera sacrifica su vida al final para destruir a Zanon de una vez por todas y para proteger la Tierra por última vez.

## Reparto
- Mach Fumiake como Kilara.
- Yaeko Kojima como Marsha.
- Yoko Komatsu como Mitan.
- Keiko Kudo como Giruge.
- Koichi Maeda como Keiichi.
- Toshie Takada como la madre de Keiichi.
- Toru Kawai como Gamera.

## Producción
La película contiene un extenso uso material de archivo de toda la serie de películas de Gamera, así como Space Battleship Yamato y Galaxy Express 999. Casi todo el material de Gamera es material de archivo. La película se hizo como un intento de ayudar a Daiei a salir de su turbulenta situación financiera.

## Estreno
Uchū Kaijū Gamera fue estrenada en cines de Japón el 20 de marzo de 1980, donde fue distribuida por New Daiei.